# بابلو باريرا
بابلو إدسون باريرا أكوستا (بالإسبانية: Pablo Edson Barrera Acosta) (مواليد 21 يونيو 1987 في تلالنيبانتلا) لاعب كرة قدم مكسيكي يلعب حاليا في نادي يونيفيرسيداد ناسيونال المكسيكي .

## مسيرته الكروية
لعب بابلو باريرا خلال مسيرته الاحترافية مع 5 أندية في سبعة عشر موسمًا وسجل خلالها 38 هدفًا ضمن 293 مباراة. حيث فاز في موسم واحد بالكأس وفي موسم واحد بالدوري.
خاض بابلو باريرا مسيرته مع نادي أونيفرسيداد ناسيونال في موسم 2005–06 في المرة الأولى ليلعب معه خمسة مواسم ثم في موسم 2016–17 ليلعب معه أربعة مواسم، مشاركًا طوالها في 177 مباراة سجل خلالها 31 هدفًا. ثم انتقل إلى نادي وست هام يونايتد في موسم 2010–11 ولمدة موسمين، حيث شارك في 15 مباراة ولم يسجل أي هدف. لينتقل بعدها إلى نادي ريال سرقسطة في موسم 2011–12 لمدة موسم واحد، مشاركًا في 20 مباراة سجل خلالها هدفًا واحدًا. ثم انتقل إلى نادي كروز آزول في موسم 2012–13 واستمر معه طيلة ثلاثة مواسم، مشاركًا في 44 مباراة سجل خلالها 3 أهداف. هذا وانتقل لاحقًا إلى نادي مونتيري في موسم 2014–15 ولمدة موسمين، مشاركًا في 37 مباراة سجل خلالها 3 أهداف أيضًا.

## روابط خارجية
- بابلو باريرا على موقع الاتحاد الدولي (مؤرشف)  (الإنجليزية)
- بابلو باريرا على موقع قاعدة بيانات كرة القدم.إي يو (الإنجليزية)
- بابلو باريرا على موقع ناشيونال فوتبول تيمز (الإنجليزية)
- بابلو باريرا على موقع Soccerbase.com (لاعب) (الإنجليزية)
- بابلو باريرا على موقع Soccerway.com (الإنجليزية)
- بابلو باريرا على موقع عالم كرة القدم.نت (الإنجليزية)
- بابلو باريرا على موقع كووورة
- بابلو باريرا على موقع AS.com (الإسبانية)